# 奥利维耶·吉鲁
奥利维耶·若納唐·吉鲁（法語：Olivier Jonathan Giroud，發音：[ɔlivje ʒɔnatɑ̃ ʒiʁu]；1986年9月30日—）是一名法国職業足球員，現效力於法甲球會里爾，司职前锋。2024歐洲盃後宣布從法國國家足球隊退役。2022年12月4日在卡塔爾世界盃淘汰賽賽事對波蘭一役，超越阿仙奴球員亨利成為法國國家隊史上入球最多球員。
基奧特於法國乙組足球聯賽的格勒诺布尔開始其職業生涯，於2008年他轉投杜亚斯。次季，他以21個入球成為當季法乙聯賽神射手，獲法國甲組足球聯賽球隊蒙彼利埃賞識並轉會至此。2011-12賽季，基奧特以21個入球成為當季法甲聯賽神射手，並協助贏得球隊歷史上首個聯賽錦標。2012年，他轉會至英格蘭超級足球聯賽球会兵工廠，贏得2014年、2015年、2017年的英格蘭足總盃冠軍。基奧特為兵工廠歷史上於英超攻入50球或以上的7名球員中的其中一員。
在國家隊方面，基奧特於2011年首次成為法國國家足球隊一員，至今入選過2012年歐洲國家盃、2014年世界盃、2016年歐洲國家盃、2018年世界盃及2022年世界盃的法國隊大名單；並曾於2016年歐洲國家盃贏得銅靴獎。

## 早期
基奧特出身於法國南部羅納-阿爾卑斯大區的尚贝里，並成長於格勒諾勃附近的弗羅熱。少時，他在家鄉球會Olympique Club de Froges受訓，於13歲時加盟一間職業球會格洛堡。

## 俱乐部生涯

### 格勒诺布尔
基奧特在格勒诺布尔的青年軍受訓5年，於21歲時，他簽下首份職業合同。基奧特於一次訪問中提到，首份職業合同對他的發展十分重要，並表示「在簽下首份職業合同後，我才意識到自己的能力。若球會信任我，那是因為我有一定的質素」。2005-06賽季，他被提拔至球隊旳預備隊，參加法國第五級的法國業餘乙組聯賽。基奧特迅速成為球隊重要的一員，在上陣15場比賽中，他射入15球。因他在預備隊有着出色的表現，格洛堡的領隊蒂埃里·古戴於2006年3月把他提拔至一線隊，參加法國乙組足球聯賽。3月27日，他於對陣格尼翁的比賽中首次為一線隊上陣。全季，基奧特為一線隊後備上陣6次。
2006-07賽季，基奧特獲新任領隊裴頓·布里岡（Payton Pouliquen）和尼古拉·馬傑里（Nicola Malgeri）正式提升至一線隊，將穿上22號球衣。他於客負1比2的比賽中，首次正選上陣，並打滿全場。2007年2月26日，基奧特在對陣勒哈費爾的比賽中，於補時階段射入職業生涯首個入球，協助球隊絕殺對手勝出。他形容此入球為「一次美好的回憶，無法想像有一個更好的職業生涯首個入球」。次月，基奧特在對陣格尼翁時第3次正選上陣，最終雙方以0比0賽和，但他在比賽中拿下職業生涯首面紅牌。整季，基奧特上陣了18次，攻入2球，球隊亦以第5名完成當屆聯賽。

### 伊斯特爾(外借)
在加盟此球會最後一年，基奧特被外借至法國全國聯賽的伊斯特爾一年。而在伊斯特爾，基奧特成功地在33場比賽中入14球。

### 杜亚斯
2008年基奧特加盟同屬乙組的杜亞斯。效力兩年間基奧特成功奠定主力位置。其中在2008-09年球季，他在法國盃裡兩場比賽中射入五球。

### 蒙彼利埃
2010年7月1日基奧特與蒙彼利埃簽約四年。這是基奧特首次征戰法甲。在效力期間他帶領蒙彼利埃贏得2011-12年球季法甲聯賽冠軍，更取得了21個聯賽入球，成為該季的法甲神射手。其出色的表現立即得到各大球會密切留意，包括阿仙奴、利物浦和紐卡素等。

### 阿仙奴
2012年夏季由於阿仙奴隊長雲佩斯執意離隊投曼聯，阿仙奴乃於同時間簽了基奧特，代替雲佩斯的位置。由於聯賽競爭激烈，首季並未為阿仙奴贏得任何獎盃。直至2013-14年球季，才贏得一個英格蘭足總盃冠軍。
基奧特在2015年12月9日首次替阿仙奴上演帽子戲法，是役作客大勝奧林比亞高斯3比0，亦令阿仙奴成功躋身歐聯十六強淘汰賽。

### 車路士
2018年1月31日，基奧特與英超球會切爾西簽下18個月合約，轉會費為1800萬歐元。
2020年12月2日，吉魯在歐洲冠軍聯賽對陣塞維利亞的比賽大放異彩，连进4球完成大四喜，助球隊以4比0勝出。他在這場比賽成為了歐冠歷史上最年長完成帽子戲法的球員，也成為自1965年9月皇家馬德里的普斯卡什·费伦茨（38歲173天）以來實現歐戰壯舉的最年長球員。12月8日，吉魯在歐冠小組賽切爾西對陣克拉斯諾達爾的比賽中，是他在切爾西的第100次出場，該場以1比1平局。

### AC米蘭
2021年7月17日，吉魯轉會至意甲球會AC米蘭。
2022年2月5日，吉魯梅開二度，幫助球隊在米蘭德比中以2-1戰勝國際米蘭，成為意甲聯賽對陣國米時首位梅開二度或以上的法國球員。
2023年10月7日，在隊友守門員麥克·邁尼昂被紅牌罰下後，他在對陣熱那亞的聯賽最後幾分鐘罕見擔任守門員角色，在補時階段憑藉著做出了關鍵的撲救，確保AC米蘭獲勝。

### 洛杉磯FC
2024年7月18日，基奧特轉會至美職聯球會洛杉磯FC。

### 里爾
2025年7月1日，吉魯離開洛杉磯足球俱樂部後，正式與法甲球會里爾簽訂了一份為期一年的合約，在美國和美國職業足球大聯盟效力一年後，他重返法國和法甲聯賽。 據多位專欄作家和記者透露，協議的細節包括每年約150萬歐元的薪水和額外一年的選擇權。他被授予 9 號球衣，此前該號碼由俱樂部傳奇人物乔纳森·戴维穿過。回到祖國法國後，他表示：「我很高興也很激動能回到法國，我的家鄉。我一直認為裡爾是法國頂級俱樂部。我認識很多前裡爾球員，比如埃登、約·卡巴耶、德布赫、里奧、邦雅曼·帕瓦尔……他們都對這傢俱樂部有著美好的回憶，並且擁有良好的價值觀。這支球隊上個賽季表現出色，並將參加歐洲聯賽。這是一支年輕、有才華的球隊，需要像我這樣有經驗的球員。所以我也會在那裡擔任這個角色。

## 国家队生涯
基奧特隨法國國家隊征賽2012年歐洲國家盃，但只是後備沒有上場。
2014年世界盃外圍賽中，法國作客卡尔德隆球场對陣西班牙，替補上陣的基奧特在最後時刻接獲的傳中頂住壓力打入追平分。基奧特自此開始成為國家隊鋒線重臣，得到僅次於本泽马的地位。
2013年10月11日，基奧特在王子公園球場對澳洲上演國家隊首次梅開二度；2014年5月27日又對挪威再次梅開二度，助法國打破26年來逢挪威不勝的怪圈。
2014年世界盃基奧特於小組賽第二場正選上陣，取得該場比賽第一個入球；最後法國隊以5-2大勝瑞士，吉魯替法國打進隊史於世界杯上的第100球。
2016年歐洲國家盃基奧特原本依然被外界視為一名替補，但卻在此時捲入情色錄影帶詐騙案遭到棄用，順勢坐穩先發。一開始法國隊的支持者並不能接受這個結果，並給予基奧特大量的噓聲。但隨著比賽逐漸進行，大家發現他和的風格十分互補。基奧特在面對身材高大、注重對抗的愛爾蘭和冰島後衛群時絲毫不落下風，也讓大家開始正視他的能力。其中的代表作便是2016年7月3日對陣冰島隊的八強賽，基奧特僅上場60分鐘就奉獻兩球、一助攻，法國以5-2的比分輕取對手；基奧特於賽後獲得了驚人的滿分10分評級。但随後在半决赛对阵德国的比赛中，吉鲁由於推进速度缓慢而错失一次單刀进球机会，整场发挥并不如连入两球的格里兹曼耀眼。与葡萄牙对阵的决赛中，吉鲁未入球被换下，法国队最终落败屈居亚军。
2018年世界杯，基奧特繼續擔任主力；法國則在小組賽取得2勝1和的成績，以小組第一晉級16強。最終法國於決賽以4:2擊敗克羅地亞，自1998年奪冠後，再一次在世界盃捧杯。作为世界冠军的主力中锋和九号选手，基奧特在整個賽事當中未有入球甚至连射正球门都没有。助攻也僅有一次。但單屆世界盃共贏得44次爭頂，是法國球員自1966年以來的最高紀錄，堪稱球隊的隱性功臣。
2020年10月7日，法國對上烏克蘭的國際友誼賽，是吉魯為國家隊出場的第100場比賽，並以42球進球排名隊史第二。
2022年12月4日，2022年國際足協世界盃十六強淘汰賽對波蘭，他射入先開紀錄一球，及後麥巴比梅開二度，以3：1輕勝對手。賽後以52球超越阿仙奴名將蒂埃里·亨利成為法國國家隊史上入球最多球員。
2024年5月23日，吉魯宣布將在2024年歐洲盃後退出國家隊。

### 國家隊入球
統計截至吉魯最近出賽的場次（2024年3月26日）。比分左側皆為法國隊進球數，「進球比分」表示吉魯進球後的比分。
| ‡ | 表示以十二碼罰球得分   |
|   | 表示該場比賽法國隊得勝 |
|   | 表示該場比賽法國隊敗北 |
|   | 表示該場比賽平手       |

| 進球數 | 日期           | 比賽場館                          | 出場次數 | 對手       | 進球比分 | 終場比分 | 賽事名稱                   | Ref.   |
| ------ | -------------- | --------------------------------- | -------- | ---------- | -------- | -------- | -------------------------- | ------ |
| 1      | 2012年2月29日  | 德國不萊梅威悉體育場              | 3        | 德国       | 1–0      | 2–1      | 友誼賽                     | [ 21 ] |
| 2      | 2012年10月16日 | 西班牙馬德里卡爾德隆球場          | 13       | 西班牙     | 1–1      | 1–1      | 2014年國際足協世界盃外圍賽 | [ 22 ] |
| 3      | 2013年3月22日  | 法國巴黎法蘭西體育場              | 16       |            | 1–0      | 3–1      | 2014年國際足協世界盃外圍賽 | [ 23 ] |
| 4      | 2013年10月11日 | 法國巴黎王子公園體育場            | 23       |            | 2–0      | 6–0      | 友誼賽                     | [ 24 ] |
| 5      | 2013年10月11日 | 法國巴黎王子公園體育場            | 23       | 3–0        |          | 6–0      | 友誼賽                     | [ 24 ] |
| 6      | 2014年5月27日  | 法國巴黎法蘭西體育場              | 28       | 挪威       | 2–0      | 4–0      | 友誼賽                     | [ 25 ] |
| 7      | 2014年5月27日  | 法國巴黎法蘭西體育場              | 28       | 挪威       | 4–0      | 4–0      | 友誼賽                     | [ 25 ] |
| 8      | 2014年6月8日   | 法國阿斯克新城皮埃爾·莫魯瓦球場   | 30       | 牙买加     | 4–0      | 8–0      | 友誼賽                     | [ 26 ] |
| 9      | 2014年6月20日  | 巴西薩爾瓦多新水源體育場          | 32       | 瑞士       | 1–0      | 5–2      | 2014年國際足協世界盃       | [ 27 ] |
| 10     | 2015年3月29日  | 法國聖艾蒂安若弗魯瓦·吉夏爾球場   | 37       | 丹麦       | 2–0      | 2–0      | 友誼賽                     | [ 28 ] |
| 11     | 2015年10月11日 | 丹麥哥本哈根帕肯球場              | 43       | 丹麦       | 1–0      | 2–1      | 友誼賽                     | [ 29 ] |
| 12     | 2015年10月11日 | 丹麥哥本哈根帕肯球場              | 43       | 丹麦       | 2–0      | 2–1      | 友誼賽                     | [ 29 ] |
| 13     | 2015年11月13日 | 法國巴黎法蘭西體育場              | 44       | 德国       | 1–0      | 2–0      | 友誼賽                     | [ 30 ] |
| 14     | 2016年3月25日  | 荷蘭阿姆斯特丹約翰·克魯伊夫競技場 | 46       | 荷蘭       | 2–0      | 3–2      | 友誼賽                     | [ 31 ] |
| 15     | 2016年5月30日  | 法國南特博茹瓦爾球場              | 48       | 喀麦隆     | 2–1      | 3–2      | 友誼賽                     | [ 32 ] |
| 16     | 2016年6月4日   | 法國梅斯聖桑福里安球場            | 49       | 苏格兰     | 1–0      | 3–0      | 友誼賽                     | [ 33 ] |
| 17     | 2016年6月4日   | 法國梅斯聖桑福里安球場            | 49       | 苏格兰     | 2–0      | 3–0      | 友誼賽                     | [ 33 ] |
| 18     | 2016年6月10日  | 法國巴黎法蘭西體育場              | 50       | 羅馬尼亞   | 1–0      | 2–1      | 2016年歐洲足球錦標賽       | [ 34 ] |
| 19     | 2016年7月3日   | 法國巴黎法蘭西體育場              | 53       | 冰島       | 1–0      | 5–2      | 2016年歐洲足球錦標賽       | [ 35 ] |
| 20     | 2016年7月3日   | 法國巴黎法蘭西體育場              | 53       | 冰島       | 5–1      | 5–2      | 2016年歐洲足球錦標賽       | [ 35 ] |
| 21     | 2016年9月1日   | 義大利巴里聖尼古拉球場            | 56       | 義大利     | 2–1      | 3–1      | 友誼賽                     | [ 36 ] |
| 22     | 2017年3月25日  | 盧森堡盧森堡市若西·巴特爾體育場   | 60       | 盧森堡     | 1–0      | 3–1      | 2018年國際足協世界盃外圍賽 | [ 37 ] |
| 23     | 2017年3月25日  | 盧森堡盧森堡市若西·巴特爾體育場   | 60       | 盧森堡     | 3–1      | 3–1      | 2018年國際足協世界盃外圍賽 | [ 37 ] |
| 24     | 2017年6月2日   | 法國雷恩雷恩公園球場              | 62       | 巴拉圭     | 1–0      | 5–0      | 友誼賽                     | [ 38 ] |
| 25     | 2017年6月2日   | 法國雷恩雷恩公園球場              | 62       | 巴拉圭     | 2–0      | 5–0      | 友誼賽                     | [ 38 ] |
| 26     | 2017年6月2日   | 法國雷恩雷恩公園球場              | 62       | 巴拉圭     | 3–0      | 5–0      | 友誼賽                     | [ 38 ] |
| 27     | 2017年6月9日   | 瑞典索爾納友誼競技場              | 63       | 瑞典       | 1–0      | 1–2      | 2018年國際足協世界盃外圍賽 | [ 39 ] |
| 28     | 2017年10月10日 | 法國巴黎法蘭西體育場              | 68       | 白俄羅斯   | 2–0      | 2–1      | 2018年國際足協世界盃外圍賽 | [ 40 ] |
| 29     | 2017年11月10日 | 法國巴黎法蘭西體育場              | 69       |            | 2–0      | 2–0      | 友誼賽                     | [ 41 ] |
| 30     | 2018年3月23日  | 法國巴黎法蘭西體育場              | 70       | 哥伦比亚   | 1–0      | 2–3      | 友誼賽                     | [ 42 ] |
| 31     | 2018年5月28日  | 法國巴黎法蘭西體育場              | 72       | 愛爾蘭     | 1–0      | 2–0      | 友誼賽                     | [ 43 ] |
| 32     | 2018年9月9日   | 法國巴黎法蘭西體育場              | 83       | 荷蘭       | 2–1      | 2–1      | 2018–19年歐洲國家聯賽A     | [ 44 ] |
| 33     | 2018年11月20日 | 法國巴黎法蘭西體育場              | 87       | 乌拉圭     | 1–0‡     | 1–0      | 友誼賽                     | [ 45 ] |
| 34     | 2019年3月22日  | 摩爾多瓦基希涅夫森布魯球場        | 88       | 摩尔多瓦   | 3–0      | 4–1      | 2020年歐洲國家盃外圍賽     | [ 46 ] |
| 35     | 2019年3月25日  | 法國巴黎法蘭西體育場              | 89       | 冰島       | 2–0      | 4–0      | 2020年歐洲國家盃外圍賽     | [ 47 ] |
| 36     | 2019年9月7日   | 法國巴黎法蘭西體育場              | 92       | 阿尔巴尼亚 | 2–0      | 4–1      | 2020年歐洲國家盃外圍賽     | [ 48 ] |
| 37     | 2019年10月11日 | 冰島雷克雅維克勞加德體育場        | 94       | 冰島       | 1–0‡     | 1–0      | 2020年歐洲國家盃外圍賽     | [ 49 ] |
| 38     | 2019年10月14日 | 法國巴黎法蘭西體育場              | 95       | 土耳其     | 1–0      | 1–1      | 2020年歐洲國家盃外圍賽     | [ 50 ] |
| 39     | 2019年11月14日 | 法國巴黎法蘭西體育場              | 96       | 摩尔多瓦   | 2–1‡     | 2–1      | 2020年歐洲國家盃外圍賽     | [ 51 ] |
| 40     | 2020年9月8日   | 法國巴黎法蘭西體育場              | 99       |            | 4–2‡     | 4–2      | 2020–21年歐洲國家聯賽A     | [ 52 ] |
| 41     | 2020年10月7日  | 法國巴黎法蘭西體育場              | 100      | 乌克兰     | 2–0      | 7–1      | 友誼賽                     | [ 53 ] |
| 42     | 2020年10月7日  | 法國巴黎法蘭西體育場              | 100      | 乌克兰     | 3–0      | 7–1      | 友誼賽                     | [ 53 ] |
| 43     | 2020年11月17日 | 法國巴黎法蘭西體育場              | 105      | 瑞典       | 1–1      | 4–2      | 2020–21年歐洲國家聯賽A     | [ 54 ] |
| 44     | 2020年11月17日 | 法國巴黎法蘭西體育場              | 105      | 瑞典       | 3–1      | 4–2      | 2020–21年歐洲國家聯賽A     | [ 54 ] |
| 45     | 2021年6月8日   | 法國巴黎法蘭西體育場              | 108      | 保加利亚   | 2–0      | 3–0      | 友誼賽                     | [ 55 ] |
| 46     | 2021年6月8日   | 法國巴黎法蘭西體育場              | 108      | 保加利亚   | 3–0      | 3–0      | 友誼賽                     | [ 55 ] |
| 47     | 2022年3月24日  | 法國馬賽韋洛德羅姆球場            | 111      |            | 1–1      | 2–1      | 友誼賽                     | [ 56 ] |
| 48     | 2022年3月29日  | 法國阿斯克新城皮埃爾·莫魯瓦球場   | 112      | 南非       | 2–0      | 5–0      | 友誼賽                     | [ 57 ] |
| 49     | 2022年9月22日  | 法國巴黎法蘭西體育場              | 113      | 奥地利     | 2–0      | 2–0      | 2022–23年歐洲國家聯賽A     | [ 58 ] |
| 50     | 2022年11月22日 | 卡達沃克拉南部體育場              | 115      |            | 2–1      | 4–1      | 2022年國際足協世界盃       | [ 59 ] |
| 51     | 2022年11月22日 | 卡達沃克拉南部體育場              | 115      | 4–1        |          | 4–1      | 2022年國際足協世界盃       | [ 59 ] |
| 52     | 2022年12月4日  | 卡達圖瑪瑪圖瑪瑪體育場            | 117      | 波蘭       | 1–0      | 3–1      | 2022年國際足協世界盃       | [ 60 ] |
| 53     | 2022年12月10日 | 卡達豪爾巴伊特體育場              | 118      | 英格兰     | 2–1      | 2–1      | 2022年國際足協世界盃       | [ 61 ] |
| 54     | 2023年6月16日  | 葡萄牙法魯/洛萊阿爾加夫球場       | 123      | 直布罗陀   | 1–0      | 3–0      | 2024年歐洲國家盃外圍賽     | [ 62 ] |
| 55     | 2023年11月18日 | 法國尼斯安聯里維耶拉球場          | 128      | 直布罗陀   | 13–0     | 14–0     | 2024年歐洲國家盃外圍賽     | [ 63 ] |
| 56     | 2023年11月18日 | 法國尼斯安聯里維耶拉球場          | 128      | 直布罗陀   | 14–0     | 14–0     | 2024年歐洲國家盃外圍賽     | [ 63 ] |
| 57     | 2024年3月26日  | 法國馬賽韋洛德羅姆球場            | 131      | 智利       | 3–1      | 3–2      | 友誼賽                     | [ 64 ] |

## 技術特點
吉魯是一個擅長使用左腳的足球員，打法上是柱躉式的高大中鋒，最擅長的就是爭頂。他的搶點意識出色、經常能利用身體優勢和出色的大局觀為隊友助攻或掩護，近年處理第一時間門前把握力有所提升。缺點為速度很慢
，無法持球與後衛一對一纏鬥。
吉魯最大特點則是狀態飄忽起伏極大。眾人對他不抱期望時往往打出超凡表現，對他寄予厚望時則出低級失誤，因而被戲稱為"打臉型前鋒"、"緣份型前鋒"，全世界沒人知道他接下來的發揮如何。正因為其飄忽不定的表現，所以被香港球迷戲稱「銀河唯一基奧特」，所以其亦有「銀河唯一」的稱號。
吉魯在2014年、2015年、2017年、2018年都拿下了英格蘭足總盃冠軍，期中前三次都一併拿下了該年度的英格蘭社區盾冠軍，因而被稱為"足总杯之王"；同時自2012年後就未曾在溫布利球場輸球，也因此被稱作"溫布利之王"（2018年社區盾切爾西以0-2不敵曼城，但當時參加了世界盃決賽的吉魯由於尚在休假而並未上場）。

## 個人生活
基奧特的哥哥罗曼·吉鲁也曾是一名足球运动员，於法國U15和U17時，曾和亨利、安歷卡和查斯古特等球員一起上陣。後來，他放棄成為足球員，專注成為一名營養學家。
基奧特於2011年與美國人Jennifer Giroud結婚，並育有兩男兩女。
基奧特是一名福音派教徒，右手上其中一個紋身為詩篇第23篇的拉丁文版本(Dominus regit me et nihil mihi deerit)，意思為「耶和華是我的牧者；我必不至缺乏」。
基奧特開朗的性格、高光與失誤並存的奇特球風以及健美的身材（曾分別在2012和2015年被評選為法甲／英超最性感球員）讓他依然是英超最具話題性的球員之一。
2023年6月，吉魯拍賣了他在法國隊奪得2022年世界盃四分之一決賽冠軍時所穿的球衣，以支持阿爾察赫封鎖期間的亞美尼亞受害者。這件球衣在一場旨在幫助世界各地受迫害的基督徒的籌款活動中以3.5萬歐元的價格售出。

## 荣誉

### 球會
蒙彼利埃
- 法甲冠軍：2011–12

 阿森納
- 英格蘭足總盃冠軍：2013–14，2014–15，2016–17
- 英格蘭社區盾冠軍：2014，2015，2017

 切爾西
- 英格蘭足總盃冠軍：2017–18
- 歐霸盃冠軍：2018–19
- 欧冠冠軍：2020–21

 AC米蘭
- 意甲冠軍：2021–22

 洛杉磯FC
- 美國公開盃冠軍：2024[69]

### 國家隊
- 國際足總世界盃冠軍：2018
- 國際足總世界盃亞軍：2022

### 个人
- 法乙最佳球员：2009–10
- 法乙每月最佳球員：2009年9月、2009年11月
- 法乙最佳陣容：2009–10
- 法乙金靴：2009–10
- 法甲最佳陣容：2011–12
- 法甲金靴：2011–12
- 英超單月最佳球員：2015年3月
- 歐洲國家盃銅靴獎：2016
- ：2017
- 法國榮譽軍團勳章騎士級：2018年